# Eublemma wagneri
Eublemma wagneri is een vlinder van de familie van de spinneruilen (Erebidae). De wetenschappelijke naam van deze soort is voor het eerst voorgesteld als Micra wagneri door Herrich-Schäffer in een publicatie uit 1851.
De soort komt voor in Turkije.